# NGC 4202
NGC 4202 este o galaxie lenticulară situată în constelația Fecioara. A fost descoperită în 6 februarie 1878 de către . Se află la o distanță de 78,34 de megaparseci de Pământ.